# 砂川涼子
砂川 涼子（すなかわ りょうこ）は、日本のソプラノ歌手。日本を代表するプリマドンナの一人である。藤原歌劇団所属。
プッチーニ「ラ・ボエーム」のミミ、「トゥーランドット」のリュー、ビゼー「カルメン」のミカエラなどイタリア・フランス系のオペラに当たり役が多いが、2014年、びわ湖ホールにおけるコルンゴルト「死の都」のマリー/マリエッタ（一人二役）を皮切りに本格的にドイツ系のオペラへ進出し、活躍の幅を拡げている。

## 経歴
沖縄県宮古島出身。武蔵野音楽大学声楽学科首席卒業、同大学大学院修了。宮内庁の桃華楽堂御前演奏会に出演。大学院在籍中にはエレーナ・オブラスツォワの特別クラスに参加して指導を受けたほか、大滝雄志、R・ケッテルソンに師事した。
2000年（平成12年）6月、新国立劇場小劇場オペラ「オルフェオとエウリディーチェ」のエウリディーチェ役でオペラ歌手として本格的にデビューする。2001年（平成13年）から第10回財団法人江副育英会のオペラ奨学生としてイタリアに3年間留学する。同年に一時帰国して藤原歌劇団公演の「イル・カンピエッロ」でガスパリーナ役として出演する。
2002年（平成14年）にはNHKニューイヤーオペラコンサートに初出演、以降も2007年、2008年、2011年と出演した。2003年（平成15年）、「ホフマン物語」の公演ではアントニア役の控えであったが最終公演に急遽代役として出演し絶賛され、2005年の再演では同役で本キャストとして出演している。2004年（平成16年）11月には浜離宮朝日ホールで初のリサイタルを開催する。
2005年（平成17年）、五島記念文化賞・オペラ新人賞を受賞し、奨学金を得て6月からふたたびミラノへ留学する。
2010年（平成22年）9月、あいちトリエンナーレでは「ホフマン物語」のアントニア役で、指揮者のアッシャー・フィッシュから絶賛され、公演も成功を収める。
2022年（令和4年）には佐渡裕のプロデュースによるオペラ「ラ・ボエーム」に出演。

## 受賞歴
- 1998年：第34回 日伊声楽コンコルソ 優勝[2]
- 2000年：第69回 日本音楽コンクール 第1位および特別賞[2]
- 2005年：第16回 五島記念文化賞 オペラ新人賞[1]
- 2006年：第16回 リッカルド・ザンドナイ国際声楽コンクール ザンドナイ賞[2]